# Alla rovescia
Alla rovescia è il terzo album dei Radici nel Cemento, pubblicato nel 2001 dall'etichetta discografica Gridalo forte Records.

## Descrizione
Album  ricco di importanti collaborazioni, tra le quali quelle con  Roy Paci e Madaski degli (Africa Unite).

## Tracce
1. Alla rovescia – 3:36
2. Echelon – 3:02
3. Rock with me – 3:52
4. Il posto per me – 5:10
5. La donna mia – 4:01
6. Soltanto una vita – 5:14
7. Roots – 4:39
8. Senza rancore – 3:30
9. Dedica – 4:39
10. Cicileu – 3:39
11. Gattabuia – 4:21
12. Pappa e ciccia – 4:29
13. Senza parole – 3:47
14. Liberatelo – 4:07
15. Dub Fi Mumia – 5:09

Durata totale: 63:15